# 古達勉
古達勉 MP（1989年11月28日—）是加拿大一位政治家及農民，自2019年至2025年任亞伯達省巴特河—克勞福特選區的保守黨眾議院議員。
他在2021年和2025年也成功連任，但在2025年5月2日，他自願宣布辭職，以留下一個空缺議席讓保守黨黨魁博勵治得以在該選區參選重回議會，博勵治對古達勉的舉動表示感謝，並接受了在該議席參選。

## 個人生平
古達勉生於1989年，在亞伯達省康索特郊外的一個農場長大。 
古達勉於2016年加入巴特河—克勞福特選區的保守黨选区协会，並任職至2019年其被提名為該選區的保守黨候選人為止。
2012年6月9日，古達勉在沙斯卡通與妻子Danielle结婚 ，並育有三个儿子，分别是Matthew Kurek、Emerson Kurek和Winston Kurek。
古達勉居住在亞省特區，亦继续在自家农场工作。 

## 教育
古達勉於2008年從康索特公立學校（Consort Public School）獲得高中文憑，並在之後升讀艾斯頓學院，並從該校獲得聖經研究學系副學士。到了2015年，古達勉亦拥有西三一大学政治学及传播学学士学位。 

## 職業生涯
在成為巴特尔河—克劳福特选区的保守党候选人及當選為国会议员之前，古達勉是一名农民，並在石油和天然气行业从事季节性工作。从很小的时候起，他就一直参与家族农场的经营。他还曾在2015年在渥太华为该选区前议员凱文·索倫森工作，亦曾在布拉德·沃爾沙省省长任期內在沙省省議會担任过各种职务。  

## 政治生涯
自2019年大选中当选议员以来，库雷克作为加拿大保守党成员担任过多个职务，其中包括作為影子文化評議員。
2025年5月2日，古達勉宣布他将辞去自己的議席，以便此前在卡爾頓選區被擊敗的保守党黨魁博勵治可以透過這次議席空缺產生的补选重回議會。古達勉表示，他打算在下届大选中再次在該選區精選。 根据法律规定，古達勉必須在選舉結果刊憲後30日才能辭職，而該選區的補選最早可以在8月舉行。 他於6月17日正式辭職。